# ビールィツィケ
ビールィツィケ（ウクライナ語: Білицьке）はウクライナのドネーツィク州にある都市。ヴォデャナー川の河岸に位置する。都市の高さは海抜188 mである。面積は2.05 km²。人口は7,764人 (2022年1月1日)。
ビールィツィケは1909年に創建された。1966年に市制施行された。
市内ではメルツァーロヴェ駅がある。首都キエフまでの直線距離は531 km、鉄道で808 km、車道で688 kmとなっている。州庁所在地までの直線距離は64.3 km、鉄道で84 km、車道で73 kmとなっている。